# Xi2 Sagittarii
Título a ser usado para criar uma ligação interna é Xi2 Sagittarii.
Xi2 Sagitarii (37 Sagitarii) é uma estrela na direção da constelação de Sagittarius. Possui uma ascensão reta de 18h 57m 43.78s e uma declinação de −21° 06′ 23.8″. Sua magnitude aparente é igual a 3.52. Considerando sua distância de 372 anos-luz em relação à Terra, sua magnitude absoluta é igual a −1.77. Pertence à classe espectral G8/K0II/III.